# Broadcasting House
La Broadcasting House (en español: Casa de la Radiodifusión) es la sede de la British Broadcasting Corporation (BBC), en Portland Place y Langham Place, Londres. En dicha edificación fue realizada la primera emisión de radio el 15 de marzo de 1932 y el edificio fue inaugurado oficialmente dos meses después (el 15 de mayo). La arquitectura del edificio principal es de estilo art déco, con un revestimiento de piedra de Portland en un marco de acero. Incluye la emisora BBC Radio Theatre, lugar donde se realizan los programas de música y discursos frente a una audiencia en el estudio. El vestíbulo fue utilizado en 1998 como un lugar para la filmación de la serie de televisión "In the Red".
Como parte de una importante consolidación de las propiedades de la BBC en la ciudad de Londres, el Broadcasting House fue objeto recientemente renovaciones y ampliaciones. Esto implicó la demolición de las extensiones del lado este del edificio, sustituida por una nueva estructura que atendiera a las exigencias modernas, dichas obras fueron completadas en 2005. La nueva ala fue nombrada como "John Peel Wing" en 2012. En dicha zona del edificio se encuentran los establecimientos de las señales televisivas de BBC en Londres, BBC Arabic y BBC Persa, también contiene las señales radiales de BBC Radio 1 y BBC Radio 1Xtra (además de incluir los propios estudios de dichas emisoras).
El edificio principal fue restaurado y se emprendió adicionalmente a la construcción de una extensión en la parte trasera. Los estudios de las estaciones como; BBC Radio 3, BBC Radio 4, BBC Radio 4xtra y BBC World Service fueron reformados y trasladados dentro de dicho edificio. La extensión construida tuvo como finalidad conectar el antiguo edificio con el "John Peel Wing", e incluye una nueva redacción para la BBC, combinando los estudios para los canales como BBC News, BBC World News y otros programas de noticias. El traslado de las operaciones de noticias de BBC Television Centre se completó en marzo de 2013.
El nombre oficial del edificio es Broadcasting House, pero la BBC ahora también ha utilizado el término "new" (en español: Nueva) para anexarlo al epónimo oficial de "Broadcasting House", dicha acción es realizada mediante la colocación en minúscula de la letra 'n', esto en referencia a la nueva extensión en todo el edificio.